# Championnats du monde de cyclisme sur route 2017
Navigation
Doha 2016 Innsbruck 2018
Les championnats du monde de cyclisme sur route 2017, quatre-vingt-quatrième édition des championnats du monde de cyclisme sur route, ont lieu du 17 au 24 septembre 2017 à Bergen, en Norvège. C'est la deuxième fois que la Norvège accueille les championnats du monde sur route, après Oslo en 1993.
L'événement consiste en une course en ligne, un contre-la-montre par équipes de marques et un contre-la-montre individuel pour les hommes et femmes élites et une course en ligne et un contre-la-montre individuel pour les hommes de moins de 23 ans, les hommes juniors et les femmes juniors (moins de 19 ans).

## Candidatures
Il est annoncé le 25 septembre 2014 à la suite d'une réunion de deux jours tenue conjointement lors des mondiaux sur route 2014 à Ponferrada, en Espagne, que Bergen est choisie pour accueillir les championnats en 2017. La ville est préférée aux candidatures d'Innsbruck (Autriche), de Melbourne (Australie) et de Bogotá (Colombie).
Bergen s'est portée candidate avant le 1er janvier 2014. L'idée d'amener les championnats du monde à Bergen vient à l'origine de trois norvégiens, amateurs de cyclisme, alors qu'en 2011 ils étaient assis ensemble autour d'une table au domicile de l'un des trois. Ces championnats du monde sont le plus grand événement sportif international en Norvège depuis les Jeux olympiques d'hiver de Lillehammer en 1994. Environ 1 150 athlètes de 80 pays sont attendus. Les organisateurs s'attendent à quelque 500 000 spectateurs sur le site. Le budget total de l'événement est estimé à 156 millions de couronnes norvégiennes (environ 16,7 millions d'euros en août 2017). La Norvège avait candidaté sans succès à l'organisation des championnats du monde de 2016.

## Parcours
Suivant les courses en ligne, le circuit final de 19,1 kilomètres est emprunté un nombre variable de fois (et est éventuellement précédé d'une boucle initiale de 40 km). La principale difficulté du circuit est Sollien, qui fait 1 500 mètres de long avec un dénivelé moyen de 6,4 % et dont le sommet se trouve à plus de dix kilomètres de la ligne d'arrivée. La course masculine élite commence à Øygarden, longe la côte et comprend l'ascension de Sollien, renommé pour l'occasion "Salmon Hill" (6,4% de moyenne sur 1,5 km) au-dessous d'Ulriken.
Les deux contre-la-montre par équipes commencent sur l'île de Askøy pour se terminer dans le centre-ville de Bergen. Les contre-la-montre individuels ont lieu dans la zone urbaine de Bergen. La ligne d'arrivée du contre-la-montre hommes élites est située au sommet du mont Fløyen. C'est la toute première fois de l'histoire qu'un championnat du monde du contre-la-montre se termine en montée. La montée du mont Fløyen est longue de 3,4 kilomètres avec un pourcentage moyen de 9,1%.

## Déroulement des championnats
L'équipe nationale avec le plus de succès dans ces championnats est la sélection des Pays-Bas, qui a dominé principalement chez les femmes. Chantal Blaak remporte la course élite femmes, en profitant du surnombre de son équipe. Blaak créée la surprise avec cette première grande victoire internationale, surtout qu'elle a été impliquée dans un accident pendant la course, où l'Américaine Megan Guarnier s'est cassée la mâchoire. Sur le contre-la-montre, l'or et l'argent sont revenus à ses compatriotes Annemiek van Vleuten et Anna van der Breggen. Les deux coureuses ont également terminé parmi les dix premières dans la course en ligne. L'ancien  champion du monde britannique Mark Cavendish a qualifié la course féminine comme « la plus excitante des championnats du monde ». La troisième médaille d'or néerlandaise est remportée par Tom Dumoulin sur le contre-la-montre masculin.
L'équipe italienne termine deuxième du tableau des médailles, grâce à ses coureurs juniors. Elena Pirrone réalise un doublé course en ligne et contre-la-montre individuel. Elle est accompagnée sur les podiums par ses compatriotes Letizia Paternoster et Alessia Vigilia. Antonio Puppio a également remporté une médaille d'argent pour les juniors. Au total, l'équipe italienne est l'équipe la plus récompensée avec sept médailles. La troisième place dans le tableau des médailles est occupée par l'équipe danoise, qui a pris deux médailles d'or chez les jeunes avec Mikkel Bjerg titré en contre-la montre-individuel espoirs et Julius Johansen sur la course sur route juniors. La France termine ses mondiaux avec deux médailles, dont le titre chez les espoirs de Benoît Cosnefroy.
La dernière course des championnats du monde est comme de coutume la course en ligne masculine, disputée le dernier dimanche de la semaine. Le Slovaque Peter Sagan remporte le titre de champion du monde pour la troisième fois consécutive. Ce triplé est unique dans l'histoire du cyclisme. Il rejoint au palmarès des triples champion du monde après Alfredo Binda, Rik Van Steenbergen, Eddy Merckx et Oscar Freire, mais est le premier à le réussir en trois ans. Sagan dédie sa victoire à son ami Michele Scarponi décédé en avril lors d'un accident alors qu'il s'entraînait. Lors de cette ultime course, à douze kilomètres de l'arrivée, dans la dernière montée de Salmon Hill, le Français Julian Alaphilippe s'est isolé, rejoint par Gianni Moscon. Un groupe de 26 coureurs les reprend à moins de deux kilomètres de l'arrivée. De ce groupe est venu le combat pour le titre entre Sagan, le local Alexander Kristoff et l'Australien Michael Matthews. Sagan s'impose au sprint et considère ce sacre comme inattendu pour lui. Moscon est par la suite disqualifié, car il s'est accroché après une chute sur une courte distance à sa voiture. Les anciens champions du monde, Mario Cipollini et Óscar Freire, ont ensuite souligné que la position dominante de Sagan est due au fait qu'il n'y a simplement pas assez de concurrents forts dans le peloton actuel.
Le coût de l'hébergement des championnats du monde a été estimé à 16,6 millions d'euros, mais les coûts réels ont été de 23,4 millions d'euros. Le déficit est causé par l'échec imprévu des sponsors de l'industrie du pétrole et du gaz (l'industrie du pétrole et du gaz, d'où les organisateurs s'attendaient à générer la majeure partie de leurs revenus s'est retrouvé entretemps en difficultés), ainsi que par la chute de la monnaie norvégienne depuis que la candidature pour Bergen a été budgétisée, raison pour laquelle les paiements à l'UCI ont augmenté. La Fédération norvégienne de cyclisme est maintenant en danger de faire faillite. Dans une action de financement participatif, 3,5 millions de couronnes (375 000 euros) ont été collectées dans les jours suivant. Néanmoins, les organisateurs considèrent les championnats du monde comme un grand succès avec l'importante affluence de spectateurs.

## Programme

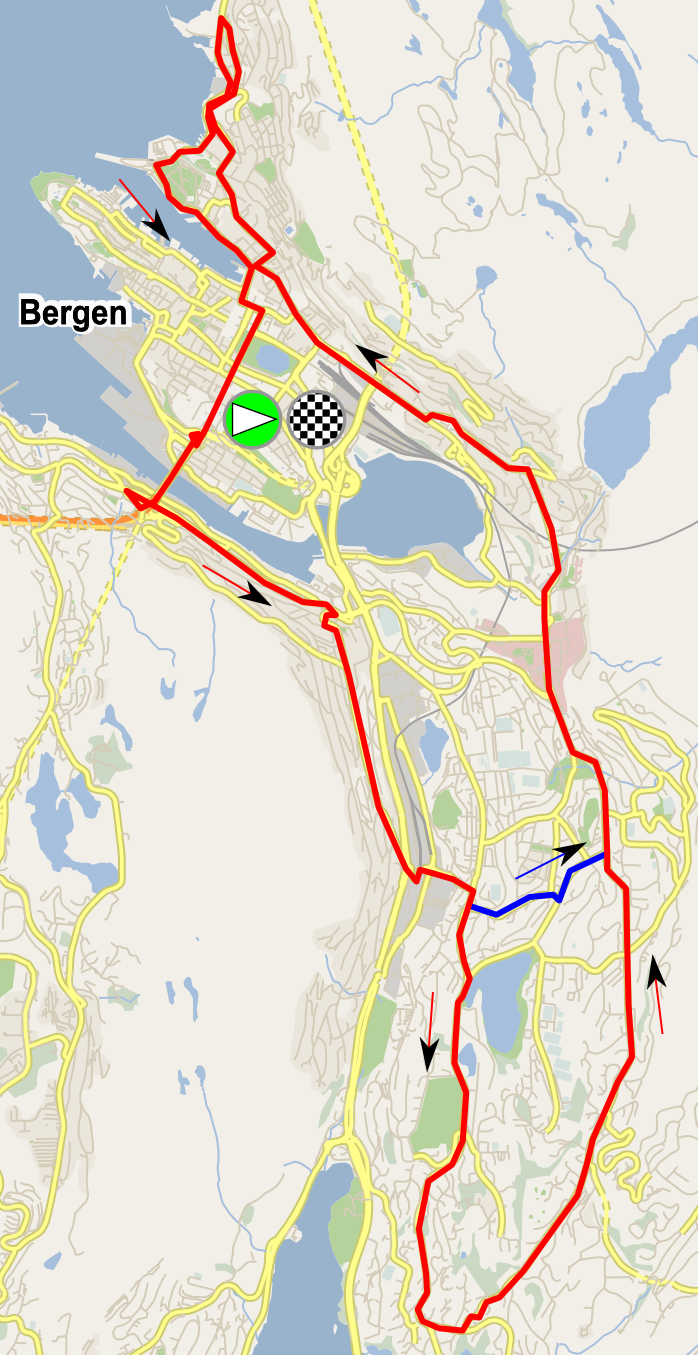
Parcours du circuit à Bergen.

Les horaires sont basés sur le Central European Time  (UTC+02:00).
| 17 septembre                | 12 h 05         | 13 h 55         | Par équipes UCI femmes | 42,5 km         | 42,5 km |       |       |       |       |
| 17 septembre                | 15 h 35         | 17 h 25         | Par équipes UCI hommes | 42,5 km         | 42,5 km |       |       |       |       |
| Contre-la-montre individuel |                 |                 |                        |                 |         |       |       |       |       |
| 18 septembre                | 10 h 35         | 11 h 50         | Junior femmes          | 16,1 km         | 16,1 km |       |       |       |       |
| 18 septembre                | 13 h 05         | 17 h 35         | Moins de 23 ans hommes | 37,2 km         | 37,2 km |       |       |       |       |
| 19 septembre                | 11 h 35         | 13 h 30         | Junior hommes          | 21,1 km         | 21,1 km |       |       |       |       |
| 19 septembre                | 15 h 55         | 17 h 15         | Élite femmes           | 21,1 km         | 21,1 km |       |       |       |       |
| 20 septembre                | 13 h 05         | 17 h 45         | Élite hommes           | 31 km           | 31 km   |       |       |       |       |
| Course en ligne             | Course en ligne | Course en ligne | Course en ligne        | Course en ligne | Tours   | Tours | Tours | Tours | Tours |
| 22 septembre                | 10 h 05         | 12 h 15         | Junior femmes          | 76,4 km         | 4       |       |       |       |       |
| 22 septembre                | 13 h 15         | 17 h 35         | Moins de 23 ans hommes | 191 km          | 10      |       |       |       |       |
| 23 septembre                | 9 h 30          | 12 h 45         | Junior hommes          | 135,5 km        | 5       |       |       |       |       |
| 23 septembre                | 13 h 15         | 17 h 15         | Élite femmes           | 152,8 km        | 8       |       |       |       |       |
| 24 septembre                | 10 h 05         | 16 h 50         | Élite hommes           | 267,5 km        | 11      |       |       |       |       |

## Qualifications
En mars 2017, l'Union Cycliste Internationale (UCI) a publié le système de qualification pour les différentes épreuves de ces championnats. Ce sont les classements UCI arrêtés au 15 août 2017 qui attribuent la plupart des quotas. Les quotas finaux sont annoncés le 18 août 2017.

## Prix
237 472 euros de prix sont distribués par l'UCI lors de ces championnats, soit la même somme qu'en 2016. Depuis cette date, les prix distribués aux hommes et aux femmes lors d'un championnat d'une même catégorie sont égaux,.
|                              | Rang | Élites   | U23     | Juniors |   |
| ---------------------------- | ---- | -------- | ------- | ------- | - |
| Courses en ligne             | 1    | 7 667 €  | 3 833 € | 1 533 € |   |
| Courses en ligne             | 2    | 5 367 €  | 2 683 € | 1 150 € |   |
| Courses en ligne             | 3    | 3 067 €  | 1 533 € | 767 €   |   |
| Contre-la-montre             | 1    | 3 833 €  | 3 067 € | 767 €   |   |
| Contre-la-montre             | 2    | 2 300 €  | 1 533 € | 383 €   |   |
| Contre-la-montre             | 3    | 1 633 €  | 767 €   | 230 €   |   |
| Contre-la-montre par équipes | 1    | 33 333 € | -       | -       | - |
| Contre-la-montre par équipes | 2    | 20 833 € | -       | -       | - |
| Contre-la-montre par équipes | 3    | 16 666 € | -       | -       | - |
| Contre-la-montre par équipes | 4    | 8 333 €  | -       | -       | - |
| Contre-la-montre par équipes | 5    | 4 166 €  | -       | -       | - |

## Podiums

### Épreuves masculines
| Épreuves                             | Or                                                                                         | Or | Or              | Argent                                                                              | Argent | Argent       | Bronze                                                                                   | Bronze | Bronze        |
| ------------------------------------ | ------------------------------------------------------------------------------------------ | -- | --------------- | ----------------------------------------------------------------------------------- | ------ | ------------ | ---------------------------------------------------------------------------------------- | ------ | ------------- |
| Élites                               |                                                                                            |    |                 |                                                                                     |        |              |                                                                                          |        |               |
| Course en ligne Résultats détaillés  | Peter Sagan                                                                                | en | 6 h 28 min 11 s | Alexander Kristoff                                                                  | +      | 0 s          | Michael Matthews                                                                         | +      | 0 s           |
| Contre-la-montre Résultats détaillés | Tom Dumoulin                                                                               | en | 44 min 41 s     | Primož Roglič                                                                       | +      | 57 s 79      | Christopher Froome                                                                       | +      | 1 min 21 s 25 |
| Par équipes UCI                      |                                                                                            |    |                 |                                                                                     |        |              |                                                                                          |        |               |
| Contre-la-montre Résultats détaillés | Sunweb                                                                                     | en | 47 min 50 s     | BMC Racing                                                                          | +      | 8 s          | Sky                                                                                      | +      | 22 s          |
| Contre-la-montre Résultats détaillés | Tom Dumoulin Lennard Kämna Wilco Kelderman Søren Kragh Andersen Michael Matthews Sam Oomen | en | 47 min 50 s     | Rohan Dennis Silvan Dillier Stefan Küng Daniel Oss Miles Scotson Tejay van Garderen | +      | 8 s          | Owain Doull Chris Froome Vasil Kiryienka Michał Kwiatkowski Gianni Moscon Geraint Thomas | +      | 22 s          |
| Moins de 23 ans                      |                                                                                            |    |                 |                                                                                     |        |              |                                                                                          |        |               |
| Course en ligne Résultats détaillés  | Benoit Cosnefroy                                                                           | en | 4 h 48 min 23 s | Lennard Kämna                                                                       | +      | 0 s          | Michael Carbel Svendgaard                                                                | +      | 3 s           |
| Contre-la-montre Résultats détaillés | Mikkel Bjerg                                                                               | en | 47 min 6 s 48   | Brandon McNulty                                                                     | +      | 1 min 5 s 92 | Corentin Ermenault                                                                       | +      | 1 min 16 s 65 |
| Juniors                              |                                                                                            |    |                 |                                                                                     |        |              |                                                                                          |        |               |
| Course en ligne Résultats détaillés  | Julius Johansen                                                                            | en | 3 h 10 min 48 s | Luca Rastelli                                                                       | +      | 51 s         | Michele Gazzoli                                                                          | +      | 51 s          |
| Contre-la-montre Résultats détaillés | Thomas Pidcock                                                                             | en | 28 min 2 s 15   | Antonio Puppio                                                                      | +      | 11 s 92      | Filip Maciejuk                                                                           | +      | 13 s 29       |

### Épreuves féminines
| Épreuves                             | Or                                                                                          | Or | Or             | Argent                                                                                           | Argent | Argent | Bronze                                                                                          | Bronze | Bronze |
| ------------------------------------ | ------------------------------------------------------------------------------------------- | -- | -------------- | ------------------------------------------------------------------------------------------------ | ------ | ------ | ----------------------------------------------------------------------------------------------- | ------ | ------ |
| Élites                               |                                                                                             |    |                |                                                                                                  |        |        |                                                                                                 |        |        |
| Course en ligne Résultats détaillés  | Chantal Blaak                                                                               | en | 4 h 6 min 30 s | Katrin Garfoot                                                                                   | +      | 28 s   | Amalie Dideriksen                                                                               | +      | 28 s   |
| Contre-la-montre Résultats détaillés | Annemiek van Vleuten                                                                        | en | 28 min 50 s    | Anna van der Breggen                                                                             | +      | 12 s   | Katrin Garfoot                                                                                  | +      | 18 s   |
| Par équipes UCI                      |                                                                                             |    |                |                                                                                                  |        |        |                                                                                                 |        |        |
| Contre-la-montre Résultats détaillés | Sunweb                                                                                      | en | 55 min 41 s    | Boels Dolmans                                                                                    | +      | 12 s   | Cervélo Bigla                                                                                   | +      | 28 s   |
| Contre-la-montre Résultats détaillés | Lucinda Brand Leah Kirchmann Floortje Mackaij Coryn Rivera Sabrina Stultiens Ellen van Dijk | en | 55 min 41 s    | Chantal Blaak Karol-Ann Canuel Megan Guarnier Christine Majerus Amy Pieters Anna van der Breggen | +      | 12 s   | Stephanie Pohl Lisa Klein Clara Koppenburg Lotta Lepistö Cecilie Uttrup Ludwig Ashleigh Moolman | +      | 28 s   |
| Juniors                              |                                                                                             |    |                |                                                                                                  |        |        |                                                                                                 |        |        |
| Course en ligne Résultats détaillés  | Elena Pirrone                                                                               | en | 2 h 6 min 17 s | Emma Norsgaard Jørgensen                                                                         | +      | 12 s   | Letizia Paternoster                                                                             | +      | 12 s   |
| Contre-la-montre Résultats détaillés | Elena Pirrone                                                                               | en | 23 min 19 s    | Alessia Vigilia                                                                                  | +      | 6 s    | Madeleine Fasnacht                                                                              | +      | 42 s   |

## Tableau des médailles
| Rang  | Nation          | Or | Argent | Bronze | Total |
| ----- | --------------- | -- | ------ | ------ | ----- |
| 1     | Pays-Bas        | 3  | 1      | 0      | 4     |
| 2     | Italie          | 2  | 3      | 2      | 7     |
| 3     | Danemark        | 2  | 1      | 2      | 5     |
| 4     | Grande-Bretagne | 1  | 0      | 1      | 2     |
| 4     | France          | 1  | 0      | 1      | 2     |
| 6     | Slovaquie       | 1  | 0      | 0      | 1     |
| 7     | Australie       | 0  | 1      | 3      | 4     |
| 8     | Allemagne       | 0  | 1      | 0      | 1     |
| 8     | États-Unis      | 0  | 1      | 0      | 1     |
| 8     | Norvège         | 0  | 1      | 0      | 1     |
| 8     | Slovénie        | 0  | 1      | 0      | 1     |
| 12    | Pologne         | 0  | 0      | 1      | 1     |
| Total | Total           | 10 | 10     | 10     | 30    |

Note : Les médailles des épreuves de contre-la-montre par équipes de marques, récompensant au sein de chaque équipe des coureurs et coureuses de différentes nationalités, ne sont pas comptabilisées dans ce tableau